# 下口鯰
下口鯰（学名：Hypostomus plecostomus），又名琵琶鼠、清道夫魚、垃圾魚，原产於南美洲亞馬遜河流域，为骨甲鯰科下口鯰屬下的一个种，對水汙染容忍度高。

## 危害
下口鯰於1970年代由水族業者引進臺灣，為水族箱清潔之用，因遭棄養而於河川中下游流速緩慢之區域、溝渠、水池、湖泊皆有分布，危害原生魚類生存。類似情況也發生在中國大陸，目前清道夫魚已在福建、廣東、廣西三省泛濫成災，影響當地水體生態。